# Бьюкенен, Лаклан
Лаклан Бьюкенен (англ. Lachlan Buchanan; род. 25 апреля 1987) — австралийский актёр.

## Биография
Лаклан Бьюкенен родился 25 апреля 1987 года в Малене, Квинсленде,в Австралии. В 2004 году окончил школу Matthew Flinders Anglican College, Квинсленд, названную в честь Мэтью Флиндерса. Учась в школе, принимал участие в различных школьных постановках.
В 2007 году снимается в эпизодических ролях в телесериале «Непокорная» и художественном фильме «Все мои друзья покидают Брисбен». В 2008 году играет небольшую роль в телесериале «Дома и в пути», а также одну из главных ролей в телесериале о школе сёрфингистов — «Большой волне».
Лаклан с 12 лет занимается сёрфингом и был также младшим спасателем (помощником) на воде (англ. Nippers). Благодаря этому сыграл сам половину водных сцен в фильме 2008 года — «Ньюкасл», где играл главную роль.

## Фильмография
- 2007 — Непокорная (телесериал) / Mortified — Дэйв
- 2007 — Все мои друзья покидают Брисбен / All My Friends Are Leaving Brisbane — гость на свадьбе
- 2008 — Дома и в пути (телесериал) / Home and Away — Пэт Дженкинс — 3 эпизода
- 2008 — Большая волна (телесериал) / Blue Water High — Чарли Принц
- 2008 — Ньюкасл / Newcastle — Джесси
- 2008 — Out of the Blue (телесериал) — Купер
- 2010 — Жеребец (телесериал) / Hung — Пол Колсенович — 2 эпизода
- 2010 — Затерянная Аркадия / Arcadia Lost — Раффи
- 2010 — Необычная семья (телесериал) / No Ordinary Family — Чэд Клэрмонт — 2 эпизода
- 2011 — Рабочий класс (телесериал) / Working Class — Скотт Митчелл
- 2016 — Три фрика / Some freaks
- 2020 — Пожарная часть 19 / Station 19